# Талисай
Талисай (англ. Talisay) — город в Западном Негросе (Филиппины). Согласно переписи 2020 года, население составляет 108 909 человек.
Граничит с Силаем на севере и Баколодом на юге. Общая площадь составляет 20 118 га.

## История
Основан в 1788 году. Статус города получил в 1998 году.

## География
Талисай находится в 7 километрах к северу от Баколода.

## Население
В 1903 году население Талисая составляло 14 548 человек. К 2020 году в городе проживало 108 909 человек.